# خواجه‌کوی، اولوس
خواجه‌کوی، اولوس (به ترکی استانبولی: Hocaköy) یک منطقهٔ مسکونی در ترکیه است که در استان بارتین واقع شده‌است. خواجه‌کوی ۳۱۲ نفر جمعیت دارد.